# Игнатович, Инна Ивановна
И́нна Ива́новна Игнато́вич (3 июля 1879, Опочка — 14 августа 1967, Ленинград; в замужестве — Игнато́вич-Быхо́вская) — революционерка, член партии социал-революционеров, российский и советский историк; лауреат премии Императорского Вольного экономического общества «за сочинения по освобождению крестьян от крепостной зависимости» (1911), кандидат исторических наук (1937).

## Биография
Родилась в городе Опочке, Псковская губерния. Её родители: отец — земский врач Иван Игнатьевич Игнатович (1833—21.01.1914), мать — купеческая дочь Анастасия Ивановна Игнатович (в девичестве — Кудрявцева). В семье было 8 детей: Ольга (1868 г.р.), Константин и Владимир — близнецы (1874 г.р.), Надежда (1876 г.р.), Инна (1879 г.р.), Лидия (1881 г.р.), Сергей (1885 г.р.), Георгий (1888 г.р.). Дети были крещены в Никольской церкви города Опочки. В марте 1901 году были выданы свидетельства о дворянстве всем детям, кроме Георгия, занесены были в 3-ю часть дворянской родословной книги по Псковской губернии.
В 1896 году окончила Литейную женскую гимназию в Санкт-Петербурге с золотой медалью.
В 1901 году окончила историко-филологическое отделение Высших женских Бестужевских курсов. Занималась в кружке, организованном для студентов-историков В. И. Семевским, и по его рекомендации выбрала для
первых научных работ тему «Помещичьи крестьяне и реформа 19 февраля 1861 г.».
Принимала участие в студенческом движении, вследствие чего исключалась из числа слушательниц курсов на один год.
С 1899 по 1917 годы принимала участие в революционном движении, была членом партии эсэров. Распространяла в столице нелегальную литературу и выполняла поручения, связанные с обеспечением деятельности типографий партии (хранила и переносила шрифты), руководила доставкой переводной подпольной революционной литературы из Финляндии в Россию. Неоднократно подвергалась арестам.
В 1902 году привлекалась по делу «Томская тайная типография П.С.Р.», находилась в заключении в Таганской и Бутырской тюрьмах в Москве. Из-за недостаточности улик была освобождена и вернулась в Санкт-Петербург, в столице вошла в состав Петербургского комитета партии социалистов-революционеров (1902).
В 1903 году была арестована в Ярославле и была выслана в Опочку под гласный надзор полиции, на своей малой родине организовала кружок, распространяющий идеи партии социалистов-революционеров.
С 1912 по 1914 год в Петербургском университете читала лекции о социально-политическом движении в России в XVIII—XIX веков, кроме того, вела семинар по истории крестьянских волнений в XIX века.
Была сотрудником журналов «Минувшие годы», «Журнал для всех» и «Русское богатство» (1901—1912), «Голос минувшего» (1913—1914), принимала участие в подготовке полулегальных газет, издававшихся партией социал-революционеров.
С 1914 по 1917 годы находилась в Минусинске, по месту ссылки мужа, экономиста и историка Н. Я. Быховского.
С 1918 по 1919 год была преподавателем истории в старших классах частной женской гимназии О. П. Ициксон в Красноярске.
В 1918 году преподавала русскую историю в реальном училище Забайкальской железной дороги в Слюдянке.
С 1920 по 1923 год преподавала русскую историю на рабочем факультете и на педагогическом факультете Иркутского государственного
университета.
С 1923 по 1925 год, после возвращения из ссылки, читала лекции и вела семинары на факультете общественных наук Ленинградского университета о социально-политическом движении XVIII—XIX ввеков в России, истории крестьянских волнений XIX века, истории социалистической мысли и революционного движения в России в XIX века.
С 1925 по 1928 годы занималась подготовкой трехтомного исследования по истории крестьянского движения с первой половины XIX века до 1863 года в Международном аграрном институте в Москве. По этой же проблематике работала по договору в Ленинградском отделении Института истории АН СССР (1932—1939, 1944—1945).
С 1926 по 1927 год — приват-доцент Ленинградского университета.
С 1929 по 1932 год участвовала в деятельности филиала Всесоюзного общества бывших политкаторжан и ссыльнопоселенцев в Ленинграде, где работала в секциях по изучению движения декабристов и истории революционного движения домарксистского периода.
В 1937 году получила степень кандидата исторических наук без защиты диссертации за работы по истории крестьянства XIX века.
В 1939 по 1940 год проживала в Омске, где преподавала немецкий язык в средней школе.
С 1941 по 1945 год, во время Великой Отечественной войны, работала учителем немецкого языка в средней школе в Чимкент.
С 1942 по 1944 годы преподавала историю в Учительском институте города Чимкента.
С 1945 по 1956 годы жила в Вышнем Волочке, сотрудничала с Московским государственным политическим издательством, в котором занималась подготовкой к публикации монографии по истории крестьянского движения в России в первой четверти XIX века.
С 1950 по 1955 годы являлась на договорной основе сотрудником журнала «Вопросы истории» и издания «Литературное наследство».
С 1956 по 1960 годы — член Московской комиссии по истории крестьянства и крестьянского движения АН СССР.
С 1958 года работала в исследовательской группе, организованной при Отделении исторических наук АН СССР под руководством академика Н. М. Дружинина, в этот период занимавшегося изучением процессов, происходивших в сельском хозяйстве после реформы 1861 года.
Умерла в Ленинграде в 1967 году. Похоронена на Ново-Волковском кладбище.
Дочь Игнатович — Инна Наумовна Милевская, врач.

## Научная деятельность
Занималась изучением истории крепостного крестьянства и крестьянского движения в XIX века, в числе первых историков обратилась к проблеме
изучения положения крестьянства накануне реформы 1861 года. Используя большое количество архивных документов, рассмотрела политические и социальные аспекты жизни помещичьих крестьян в России до отмены крепостного права и последствия реформы. Первая ввела в научный оборот архивные документы, связанные с движением на Дону в 1820-х годов.

## Сочинения
- Помещичьи крестьяне накануне освобождения / И. И. Игнатович. — Санкт-Петербург : Л. Ф. Пантелеев, 1902. — IV, 216 с. : табл.; 19.
- Помещичьи крестьяне накануне освобождения / И. И. Игнатович. — 2-е изд., доп. — Санкт-Петербург : тип. т-ва И. Д. Сытина, 1910. — 312 с. : табл.; 20.
- Борьба крестьян за освобождение / И. И. Игнатович. — Ленинград ; Москва : Петроград, 1924. — 212 с.; 20 см; — скан в ГПИБ
- Помещичьи крестьяне накануне освобождения / И. И. Игнатович. — 3-е изд., доп. — Ленинград : Мысль, 1925. — 405, II с. : табл.; 23 см; — скан в ГПИБ
- На другой день после «освобождения». [1861-63 гг.] / И. Игнатович. — Москва : изд-во Всес. об-ва политкаторжан и сс.-поселенцев, 1931 (тип. Профиздата). — 99 с.; 13х8 см. — (Дешевая историко-революционная библиотека; 1931 г. № 14-16 (298—300)).
- Крестьянское движение на Дону в 1820 г. / И. Игнатович. — Москва : Соцэкгиз, 1937 (шк. ФЗУ треста «Полиграфкнига»). — Переплет, 266, [2] с.; 20х13 см.
- Крестьянское движение в России в первой четверти XIX века / [Под ред. и с предисл. акад. Н. М. Дружинина]. — Москва : Соцэкгиз, 1963. — 466 с.; 21 см.